# 61386 Namikoshi
61386 Namikoshi è un asteroide della fascia principale. Scoperto nel 2000, presenta un'orbita caratterizzata da un semiasse maggiore pari a 2,3812409 au e da un'eccentricità di 0,2155974, inclinata di 2,72444° rispetto all'eclittica.
L'asteroide è dedicato al fisiatra giapponese Tokujiro Namikoshi.